# Банстен (Міссурі)
Банстен (англ. Bunceton) — місто (англ. city) в США, в окрузі Купер штату Міссурі. Населення — 334 особи (2020).

## Географія
Банстен розташований за координатами 38°47′23″ пн. ш. 92°47′55″ зх. д. / 38.78972° пн. ш. 92.79861° зх. д. (38.789683, -92.798688).  За даними Бюро перепису населення США в 2010 році місто мало площу 2,45 км², з яких 2,45 км² — суходіл та 0,01 км² — водойми.

## Демографія
Згідно з переписом 2010 року, у місті мешкали 354 особи в 140 домогосподарствах у складі 97 родин. Густота населення становила 144 особи/км².  Було 182 помешкання (74/км²).
Расовий склад населення:
| - 93,5 % — білих - 4,2 % — чорних або афроамериканців |

До двох чи більше рас належало 2,0 %. Частка іспаномовних становила 0,8 % від усіх жителів.
За віковим діапазоном населення розподілялося таким чином: 25,1 % — особи молодші 18 років, 64,4 % — особи у віці 18—64 років, 10,5 % — особи у віці 65 років та старші. Медіана віку мешканця становила 36,6 року. На 100 осіб жіночої статі у місті припадало 95,6 чоловіків;  на 100 жінок у віці від 18 років та старших — 93,4 чоловіків також старших 18 років.
Середній дохід на одне домашнє господарство  становив 51 899 доларів США (медіана — 41 875), а середній дохід на одну сім'ю — 51 021 долар (медіана — 35 625). За межею бідності перебувало 13,0 % осіб, у тому числі 20,0 % дітей у віці до 18 років та 10,6 % осіб у віці 65 років та старших.
Цивільне працевлаштоване населення становило 165 осіб. Основні галузі зайнятості: виробництво — 32,7 %, освіта, охорона здоров'я та соціальна допомога — 15,8 %, роздрібна торгівля — 14,5 %.